# Dobříš
Dobříš anhörenⓘ (deutsch Doberschisch) ist eine Stadt in der Region Středočeský kraj (Tschechien).

## Geschichte
1252 wurde Dobříš erstmals urkundlich als Dorf erwähnt, als König Wenzel I. einen Vertrag mit dem Kloster Plasy unterzeichnete. Schon damals gehörte der Ort zu den königlichen Jagdrevieren. König Johann von Luxemburg erbaute die Burg Vargač, die später auch Jagdburg seiner Söhne Karl IV. und Wenzel IV. war. Der letztere ernannte Dobříš zum Städtchen.
Während der Hussitenkriege zogen einige Heere plündernd durch das Städtchen, das anschließend nach und nach immer mehr Bevölkerung verlor. Erst unter Maximilian II. wurden Dobříš weitere Rechte und ein Wappen erteilt. Am 14. Juni 1630 verkaufte die Böhmische Kammer die Herrschaft Dobřisch mit dem angeschlossenen Gut Heiligfeld, dem Städtchen Dobřisch und den Dörfern Rosejovice, Chlumec, Lštění (Lštěň), Chouzava (Chouzavá), Nová Ves, Rymany (Rymaně), Senečnice (Senešnice), Dušníky, Ostrov, Višňová, Kaliště, Pouště, Libčice, Na rybníku, Drevníky, Homole, Nechalov, Nečině, Vápenice, Habří, Větrov, Líšnice, Třtí, Jabloná, Zadní Chlumy, Dubno, Prostřední Chlumy, Konětopa (Konětopy), Radětice, Drsník, Osík bzw. Osika, Buk, Nová Ves na Hájích, Jerusalem, Úběnice, Druhlice, Lhota Německá, Hraštice und Skalice unter Ausschluss der Jagd auf Rot- und Schwarzwild für 40.000 Gulden erblich an den Oberstjäger der Königreiches Böhmen, Bruno von Mansfeld und Heldrungen. Nachdem 1780 die Grafen von Mansfeld im Mannesstamme erloschen waren, erbten die Fürsten Colloredo die Herrschaft Dobřisch und nannten sich Colloredo-Mansfeld (oder -Mannsfeld, beide Schreibweisen wurden verwendet). Dieser Familie gehört das Schloss mit seinem umfangreichen Park noch.

## Sehenswürdigkeiten

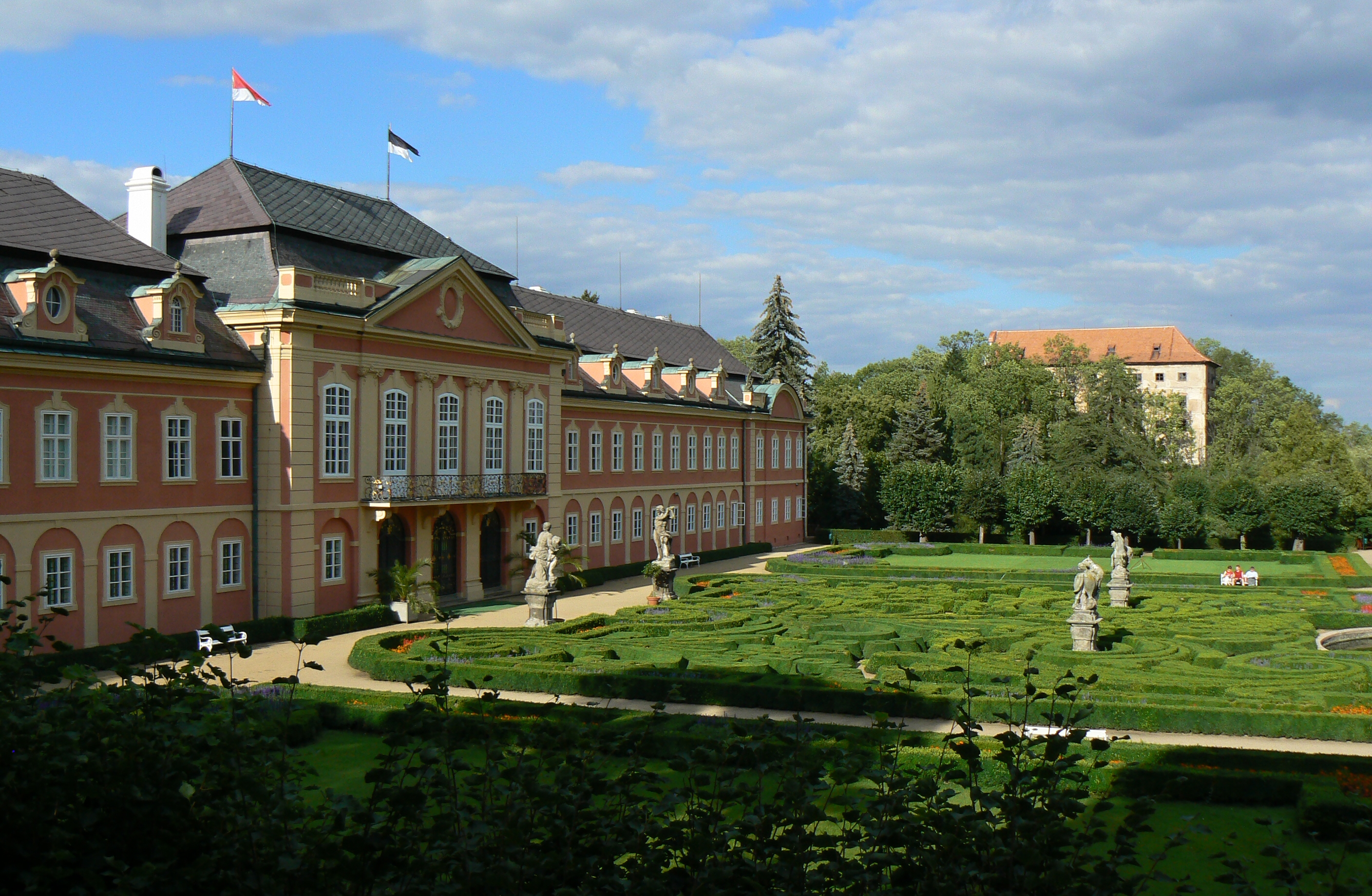
Schloss von Dobříš

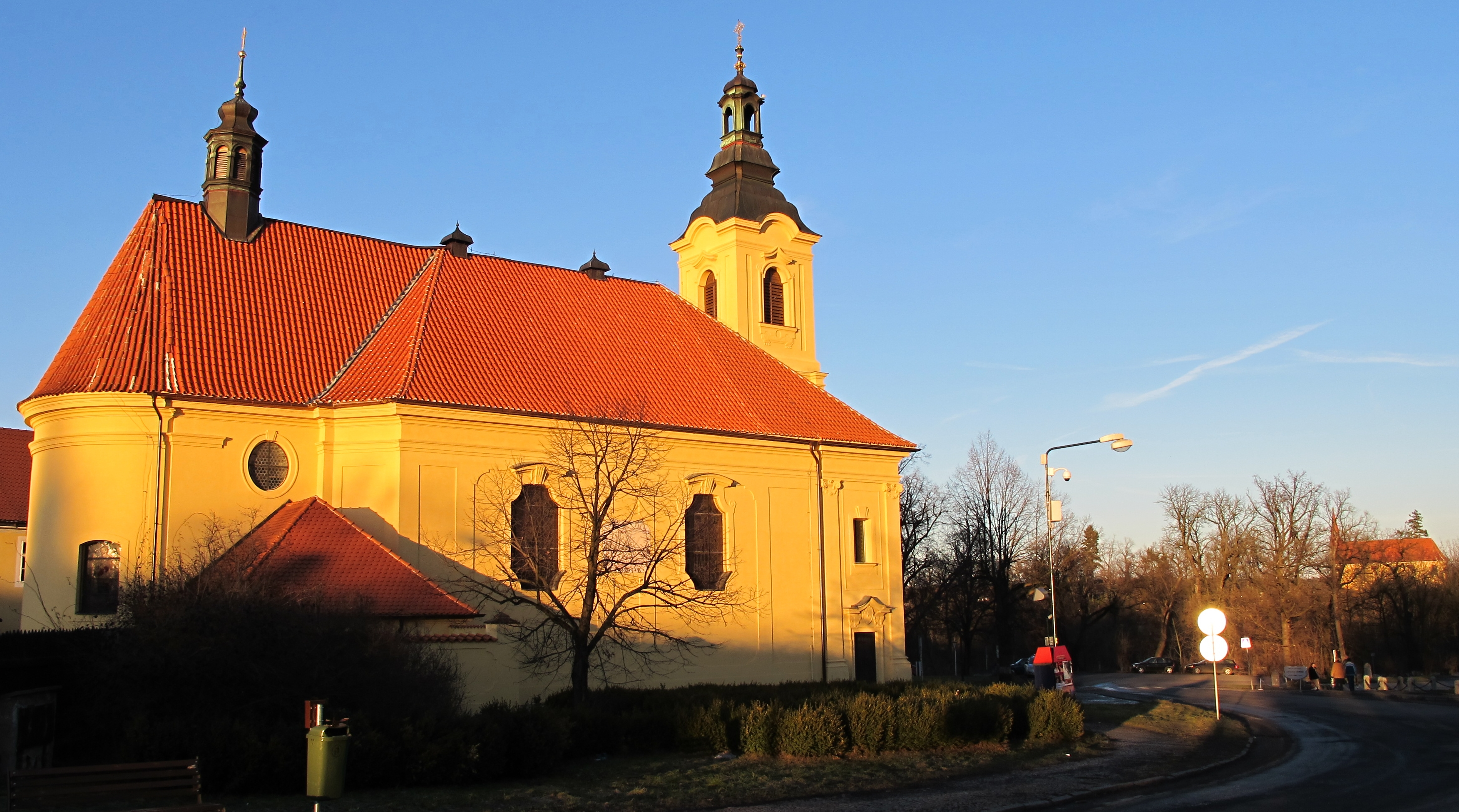
Kirche der Heiligen Dreieinigkeit

- Schloss Dobříš, heute Eigentum von Jerome Fürst Colloredo-Mansfeld. Während des kommunistischen Regimes war es der Sitz des Verbandes der tschechoslowakischen Schriftsteller. Zum Schloss gehören ein englischer und ein französischer Park, der Tiergarten Aglaia sowie die ehemalige Raketenstation Klondajk.
- Jüdischer Friedhof aus dem 16. Jahrhundert
- Neue Synagoge, erbaut 1903/04
- Ruinen zweier Festungen
- Kirche der Heiligen Dreieinigkeit (1791–1797)

## Partnerstädte
Partnerstädte von Dobříš sind
- Geldrop-Mierlo in Noord-Brabant (Niederlande)
- Tonnerre in Burgund (Frankreich)

## Ortsteile
- Trnová

## Persönlichkeiten

### Im Ort wirkten und lebten
- Siegfried Kapper (1820–1879), deutsch-tschechischer Schriftsteller, Übersetzer und Arzt jüdischer Herkunft, praktizierte als Arzt im Ort
- Jan Drda (1915–1970), tschechischer Prosaist und Dramatiker
- Josef Kainar (1917–1971), tschechischer Lyriker, Dramaturg und Übersetzer sowie Mitglied der Gruppe 42
- Adina Mandlová (1910–1991), tschechische Schauspielerin, verbrachte bis 1991 ihre letzten Lebensjahre auf Schloss Dobříš.

### Söhne und Töchter der Stadt
- Václav Šprungl (1926–1993), tschechischer Maler, Kinderbuchillustrator und Briefmarkenkünstler
- Filip Dort (* 1980), Fußballspieler